# Elis Sipilä
Elis Esaias Sipilä (Teuva, 1876. március 2. – Helsinki, 1958. december 13.) olimpiai bronzérmes finn tornász.
Az 1908. évi nyári olimpiai játékokon indult, és mint tornász versenyzett. Csapat összetettben bronzérmes lett.